# Akebia chingshuiensis
Akebia chingshuiensis är en narrbuskeväxtart som beskrevs av Daisuke Shimizu. Akebia chingshuiensis ingår i släktet akebior, och familjen narrbuskeväxter. Inga underarter finns listade i Catalogue of Life.